# Menoncourt
Menoncourt és un municipi francès, es troba al departament del Territori de Belfort i a la regió de Borgonya - Franc Comtat. L'any 2005 tenia 430 habitants.

## Geografia
Se situa a la vora d'un petit riu anomenat La Madeleine que neix al massís dels Vosges. Es troba a 9 km de Belfort, capital del departament.

## Demografia
| 1962 | 1968 | 1975 | 1982 | 1990 | 1999 |
| ---- | ---- | ---- | ---- | ---- | ---- |
| 137  | 146  | 188  | 239  | 281  | 356  |